# Mildenberg-Maler
Der Mildenberg-Maler war ein griechisch-frühkorinthischer Vasenmaler des schwarzfigurigen Stils.
Der Mildenberg-Maler ist ein namentlich unbekannter Vasenmaler, der etwa um 600 v. Chr. gearbeitet hat. Seinen Notnamen bekam er nach einem Alabastron aus der ehemaligen Sammlung Mildenberg. Neben dieser Namenvase, auf der zwei Hähne abgebildet sind, sind von diesem Künstler weitere sechs Alabastren bekannt.